# Giuseppe Silli
Giuseppe Silli (13. září 1860 Trento – 21. července 1911 Trento) byl rakouský politik italské národnosti z Tyrolska, na počátku 20. století poslanec Říšské rady a starosta Trenta.

## Biografie
Vychodil gymnázium v Trentu a zapsal se na filozofickou fakultu Mnichovské univerzity. V letech 1880–1882 studoval práva na Innsbrucké univerzitě a v letech 1882–1883 na Univerzitě ve Štýrském Hradci. V roce 1884 obdržel titul doktora práv. Vrátil se do rodného Trenta. Pracoval v advokátní kanceláři, kterou později převzal. Od roku 1886 byl redaktorem listu L’Alto Adige. Redakci opustil roku 1891. Byl aktivní i politicky. Od roku 1903 zasedal jako poslanec Tyrolského zemského sněmu za italské liberály. Byl předsedou poslaneckého klubu tyrolských Italů. Ve sněmu setrval do roku 1908.
Počátkem století se zapojil i do celostátní politiky. V doplňovacích volbách roku 1905 byl zvolen do Říšské rady za městskou kurii, obvod Trento, Cles, Fondo atd. Nastoupil 30. listopadu 1905 místo Antonia Tambosiho. K roku 1901 se profesně uvádí jako advokát.
Ve volbách do Říšské rady roku 1907 již nekandidoval. Po odchodu z parlamentu se soustředil na komunální politiku. V období let 1904–1910 zastával úřad starosty Trenta. Za jeho úřadování došlo k stavebnímu rozmachu, výstavbě železniční trati, opravě kostela Panny Marie Sněžné a stejnojmenného náměstí.